# 相良義滋
相良 義滋（さがら よししげ）は、肥後の戦国大名。相良氏の第16代当主。第13代当主相良長毎の庶長子で、第14代当主長祗は異母弟。初名を長為（ながため）、通称を左兵衛尉としたが、後に長唯（ながただ）と改名し、通称も近江守と改めた。義滋を名乗るのは最晩年であり、長唯の名をより長く用いた。

## 生涯

### 家督相続
延徳元年（1489年）、人吉城で生まれた。永正9年（1512年）、父・長毎は隠居して嫡子の長祗に家督を譲った。長唯（義滋）は長祗よりも年長であったが、庶子であって宗家を継ぐ立場にはなかった。またもう一人の庶弟・瑞堅（長隆）は、同様の理由の他にすでに出家していたという事情もあった。
一方で、第11代当主・相良長続の長子・頼金の子・長定（義滋からは従叔父にあたる）も、嫡流の身でありながら没落の憂き目を見て不満を抱えていた。永正15年（1518年）、隠居後も実権を振るっていた長毎が亡くなり、若年の長祗が親政をするようになると、しばらくして家中の不満が表面化した。
大永4年（1524年）8月24日、長定が奉行・犬童長広と謀って人吉城を襲った。長祗を薩摩国出水に放逐して家督を奪い、さらに翌大永5年（1525年）には水俣城で誘殺しようと謀って、長祗を自害に追い込んで、その首を取った（犬童の乱）。
相良氏一族と家臣団では、これを簒奪として非難し、長定には従わぬという者が多くあり、彼らは協議して、長毎の庶長子である長唯を奉じることを決めた。
大永6年（1526年）5月11日 、長定非難の急先鋒であった庶弟・瑞堅が、僧兵200名余で人吉城を襲い、長定・長広ら一派を追い落として城を掌握した。瑞堅は俄かに権力欲に駆られて、翌日、還俗して「長隆」と名乗り、自らが家督を相続する意思を示したが、群臣は従わず、3日後に城を出て上村に落ち延び、永里城に立て籠もった。
人吉の群臣は生かしておけば必ず禍根になると進言し、すぐに追手を差し向けて討伐するように長唯を説得。長唯は、近在の上村城（麓城とも言う。あさぎり町上西字麓）主で、相良氏一族の実力者の上村頼興に先鋒を依頼したが、宗家の権威は弱く、兄弟爭いに巻き込まれるのを嫌ってこれを断ってきた。上村城は永里城の背後にあり、戦略上重要であるため、長唯は重ねて交渉し、「頼興の息子上村籐五郎頼重（後の晴広）を養嗣子にする」と約束して加勢を取り付けた。
5月15日 、長唯は外戚の豊永氏（原田の地頭）の手勢を率いて上村永里に出陣。頼興は（搦め手にあたる）麓諏訪山や権現山に兵を寄せ、長隆を完全に包囲した。翌16日、永里城を強襲して落とした。長隆は金蔵院に逃れ、寺に火を放ち、切腹して果てた。
5月18日、 長唯は人吉城に凱旋して、晴れて家督を相続した。

### 長唯の治世

#### 内紛の収拾
大永6年（1526年）7月13日、相良家中の混乱を突いて日向国真幸院の北原氏の軍勢が突如として現れて、人吉城を取り囲んだ。北原氏は、長毎に除かれた相良頼泰の血縁で、相良氏とは姻戚関係にあった。
北原勢は南面して、大岩瀬、梅花（かうげ）の森や中川原、対岸の地蔵山宗厳寺にも陣を布いた。上村勢が援軍し、船で城に兵糧を入れようとしたが、北原勢がこれを奪おうとし、城兵も繰り出して中川原合戦が起こった。相良側が勝って無事に兵糧は入れられたが、城兵は数が少なく、長唯は皆越の地頭皆越安芸守貞当を呼び寄せたいと思ったが、包囲されていて連絡する手段がなかった。そこに祐玉寺の僧・樹薫が志願し、この僧は密書を油紙に包んで川を泳ぎ、矢黒の瀬（下流地点）で上陸して間道を通って皆越に無事書状を届けた。
長唯は、城内より敵に呼び掛け、「明朝、後詰として伊東家より援兵が来るのでその上で一戦交えん」と敢えて告げさせた。皆越貞当は夜に出発すると、長唯に授けられた奇策に従い、高土原（こうどのはる）に篝火を置き、沿道にも点々と篝火を残して行って、100名余りの手勢も各々松明を手にして、実際よりも多数の軍勢が援軍に来たように見せかけた。そして人吉に至ると、皆越勢に「我らは日州伊東家の加勢の者だ。この後も軍兵が参陣するぞ」と呼ばわせ、これを聞いた北原氏の包囲勢は狼狽して潰走した。宗厳寺で僧を殺すなど狼藉を働いたり、城下に残った北原勢は尽く討ち取られ首を斬られた。（大岩瀬合戦）
なお、異説であるが『日向国史』によると、伊東祐充は姉の夫である長祗が放逐されたことを知ると、大永6年7月、荒武三省、弓削木工允など家臣を球磨に派遣した。これらは8月7日、犬童長広が逃げ込んだ宮之原城（八代郡氷川町宮原）の攻略と鎮定に貢献したといい、翌年12月26日、（長祗は）都於郡城まで礼に来て、祐充は鎮定の協力に感謝されたのだという。
大永7年（1527年）4月3日、頼興の弟上村長種を古麓城主とし、長定に組して謀反を起こした犬童氏の鎮定を始めた。他方で、同月24日、相良刑部大輔が豊福城を放棄して撤退。宇土城主名和武顕の家臣皆吉伊豆守武真がこれを領し、対外勢力との戦いでは一歩後退した。
享禄2年（1529年）3月8日、上村長種は佐敷の犬童一族を攻撃。7月6日には同城を落とし、11月19日には犬童重良の湯浦城（小野嶽城）を落としたので、重良父子は津奈木城へ逃れた。翌年正月5日に津奈木城を攻めて26日に落としたので、相良長定や重良父子はさらに逃亡した。27日、長種は、長祗の首を取った当人である犬童忠匡（匡政）とその息子左近を捕えて、八代に連行して処刑した。3月には、犬童刑部左衛門長広を捕え、人吉に護送して中川原で斬首した。木上城（岩城）主犬童重安（重良の弟、頼安の父）には賜死が命じられ、重良父子も後に捕まって処刑された。
同じ享禄3年（1530年）、嫡男のいなかった長唯は、頼興との約束通り、上村頼重を世子として相良長為と改名させた。
長定は長子の都々松丸を連れて船で筑後国に亡命していたが、長唯は、度々使いを送って許しを与えると甘言して、長定に帰参を勧めた。享禄4年（1531年）、長定はついにこれに騙されて球磨に帰ってきた。長唯は、長祗の首が葬られた法寿寺に長定を泊めて、11月11日、西法路（にし のりみち）に命じてその門外で討たせた。さらに筑後に残った長子の都々松丸も刺客を送って暗殺し、長定の後を追って来た夫人と第二子の都々満丸も、鐘音寺（今の大信寺）で待ち伏せして殺害し、一家皆殺しとした。

#### 戦国大名へ
天文元年（1532年）6月13日、天草の上津浦治種（鎮貞の祖父）が、天草尚種、志岐重経、長島但馬守、栖本氏、大矢野氏の連合軍に攻められた際、16日、長唯は兵を送って治種を助け、7月20日、連合軍を破って大勝した。
天文2年（1533年）2月20日、大宮司を追われた阿蘇惟長（菊池武経）の息子で、堅志田城主の阿蘇惟前は、相良氏との連携を求めて、政略結婚を要請した。長唯はこれを許して、4月15日、長女を惟前に嫁した。
天文3年（1534年）1月16日から3月10日にかけて、長唯は現在の八代市古麓町上り山に鷹峯城（鷹ヶ峰城、古麓城）を築かせ、ここに居を移して、城下町も整備させた。
天文4年（1535年）3月16日、阿蘇惟前と名和武顕の軍が豊福の大野で合戦し、長唯は阿蘇勢に味方して、宇土勢を撃退したので皆吉武真は豊福城を棄てて撤退。同城は再び相良氏の手に落ちた。その後、長唯と名和武顕は互いに契状を交わし、長毎の代に大友義鑑の仲介によって交わされたが、内紛によって反故とされた相良氏と名和氏との和解の約束を再確認した。
同年4月8日、頼興が弟の長種を暗殺した。（この事件に関する長唯の立場や考えは不明）　また同じく頼興は、5月18日に使者を遣わして武顕の娘と長為（晴広）の政略結婚をまとめて、翌年12月22日、入輿となった。これによって両家の仲はより強固となった。
これより前、肥後国では守護の菊池氏が内証により没落し、豊後の大友氏が勢力を伸張していた。菊池氏では菊池武経が出奔した後に分家から詫摩武安の子武包を迎えたが、永正17年、大友義鑑は菊池氏家臣団と謀ってこれを放逐して、代わりに弟・大友重治を入れて菊池義宗（義武）を名乗らせて当主としたが、義宗もまた菊池氏家臣団と争って天文3年（5年とする異説もあり）に隈府城を追われて、相良氏に庇護を申し出た。以前から長唯と義宗、隈本城主鹿子木三河守親貞および肥前松浦氏とは連携しており、翌年12月、高来郡より八代を訪れた義宗は、長唯と鷹峯城で会見。同盟を強固とし、高来に帰って後に義宗は義武と改名する。
八代では長唯・武顕・義武の三者はしばしば会見するなどして友好的な関係が維持された。特に義武は相良氏との親交を密にした。
天文7年（1538年）4月13日、薩摩守護島津貴久が佐敷に来て、長唯・為清親子の饗応を受けた。8月24日、義武は世子の鬼菊丸の元服を八代白木社で行い、菊池則治とした。
天文8年（1539年）3月30日、予てより建造中の渡唐船・市木丸が完成したので、八代徳淵（徳淵津）で進水式を行った。徳淵は長唯の時代から相良氏の国内・海外貿易の拠点として発展し、この地域で最大の貿易港となった。長唯は、幕府の対明貿易を一手に任された周防の守護大名大内義隆と友誼を結び、船団護衛などの名目を取り付けており、琉球やその他とも交易をしていたことがうかがえる。
この頃、大友氏の肥後国への影響力の拡大は年々強まっていたので、同年12月22日、これに対抗するために相良氏・阿蘇氏・名和氏は義武を奉じて大友と戦う旨の盟約を締結した。翌年4月に義武が隈本・隈庄を制圧して木山城を攻めると、大友義鑑は驚いて、偽計によって相良氏と名和氏を戦わせようとしたが、盟約によって通じていた両者はこれを見抜いて動かなかった。
天文10年（1541年）に宇土で兵乱が起こると、長唯は兵を出して鎮定に協力したが、天文11年6月15日、（理由は不明ながら）長為（為清）夫人が破鏡不縁を申し出て宇土に帰ってしまったため、相良氏と名和氏と再び不和となり、天文12年1月26日、名和勢が小川に侵攻。相良勢も兵を出して交戦して、高山でこれを撃退した。
第12代当主為続の弟頼泰が長享元年（1487年）に反乱を起こした際に、長泰の弟で、幼年故に助命された松千代丸（長弘）の子の治頼は、長じて長唯に仕えて、八代岡の地頭となっていたが、これが天文14年（1545年）に犬童頼安や宮原玄蕃らと共謀して謀反を起こした。治頼は人吉を目指したが、途中で妨害を受けて真幸院に向い、それから多良木の鍋城に入ろうとしたが、拒否されて通報された。長唯は追討を命じ、耳取原で合戦して撃破。治頼は日向に逃れ、ついで豊後に落ち延び、同地で亡くなった。
同じく天文14年11月27日、朝廷からの勅使・大宮伊治が大内氏の仲介により、船で八代に来航した。12月2日、勅使は長唯に従五位下・宮内大輔を、為清に従五位下・右兵衛佐に叙任した。同時に勅使は将軍・足利義晴から一字拝領として偏諱を許された旨を知らせ、長唯は「義」の字を与えられて名を「義滋」と改め、為清は「晴」の字を与えられて名を「晴広」と改めた。

天文15年（1546年）5月1日、為続、長毎以来の式目を改め、義滋は新たに21ヶ条式目を制定した。これは同年8月3日に家督を譲られた晴広によって引き継がれ、彼の名をもって知られる。
隠居から間もなくして義滋は病によって亡くなった。享年58。法名は蓮乗院了徳永幸。

## 人物
義滋は智勇に優れ、一門衆の上村頼興・長種の補佐のもと、特に内政で秀でた業績を残し、内紛で疲弊した相良氏の再興に成功した。八代の徳淵湊を開いて明との貿易も行ない、鷹峰城と城下町を整備し、分国法を定めて、相良氏を戦国大名へと成長させた。